# Retazo
Retazo es una película de Argentina en blanco y negro dirigida por Elías Alippi según el guion de Francisco Chiarello sobre la obra de Dario Niccodemi que se estrenó el 3 de mayo de 1939 y que tuvo como protagonistas a Paulina Singerman, Alberto Vila y Perla Mary.

## Sinopsis
Huyendo de los maltratos de su tía, una joven empieza a trabajar como planchadora y se enamora de un ingeniero.

## Reparto
- Paulina Singerman ... Retazo
- Alberto Vila ... Ing. Tito Aguilar
- Perla Mary ... Lina Pacheco
- César Fiaschi ... Ing. Julio Bernini
- Adolfo Meyer ... Don Luis (maestro)
- Jacinta Diana ... Tía de Retazo
- Gerónimo Podestá
- Alberto Terrones ... Comisario
- Julia Méndez
- Edna Norrell
- Antoni Manelli
- Salvador Arcella ... Fausto
- Pablo Piazza
- Stella Maris
- Francisco Plastino
- Hilda Sour ... Emilia
- Aurelia Musto ... Doña María
- Héctor Méndez ... Toto

## Comentario
La crónica del diario La Razón expresaba:

"El relato es conducido por Alippi con discreción, aunque con superficialidad, sin la inquietud...que logró en su trabajo inicial...un acierto escenográfico destacable"